# Гньездне
Гньездне (словац. Hniezdne) — село, община в округе Стара Любовня, Прешовский край, Словакия. Расположен в северо-восточной части Словакии на северных склонах Левоцьких гор в долине реки Попрад.
Впервые упоминается в 1286 году.
В селе есть римо-католический костел построенный в начале 19 века в стиле классицизма.

## Население
| Год:                | 1994 | 2004    | 2014    | 2024    |
| ------------------- | ---- | ------- | ------- | ------- |
| Количество человек: | 1370 | 1397    | 1446    | 1401    |
| Разница:            |      | +1,97 % | +3,50 % | −3,11 % |

Национальный состав населения (по данным последней переписи населения — 2001 год):
- словаки — 95,55%
- цыгане — 2,44%
- немцы — 1,29%
- украинцы — 0,29%
- чехи — 0,29%
- русины — 0,07%
- поляки — 0,07%

Состав населения по принадлежности к религии состоянию на 2001 год:
- римо-католики — 91,68%
- греко-католики — 5,38%
- протестанты — 0,36%
- православные — 0,14%
- не считают себя верующими или не принадлежат к одной вышеупомянутой церкви — 2,16%